# كيفن كوبر (لاعب كريكت)
كيفن كوبر (27 ديسمبر 1957 في المملكة المتحدة - )  (بالإنجليزية: Kevin Cooper)‏ هو لاعب كريكت بريطاني. شارك مع منتخب إنجلترا للكريكت.

## وصلات خارجية
- كيفن كوبر على موقع إي آس بي آن كريك إنفو (الإنجليزية)